# Правительство Дини
Правительство Дини — 52-е правительство Итальянской Республики, действовавшее с 17 января 1995 по 18 мая 1996 года под председательством Ламберто Дини.

## Общие сведения
Второе и последнее правительство, сформированное парламентом XII созыва, сменило первое правительство Сильвио Берлускони.

## История
Техническое правительство бывшего генерального директора Банка Италии и министра казначейства в первом правительстве Берлускони Ламберто Дини действовало 486 дней (1 год и 4 месяца) с 17 января 1995 года по 18 мая 1996 года, и главным результатом его существования стала подготовка досрочных выборов в апреле 1996 года. Оно стало первым в истории Италии правительством, полностью укомплектованным министрами-профессионалами, не связанными с политикой. Кабинет был сформирован при основной парламентской поддержке левоцентристов, но Лига Севера также не оказывала ему активного противодействия.

## Список

### Аппарат правительства
| Ведомство                | Имя                                                       | Младшие статс-секретари |
| ------------------------ | --------------------------------------------------------- | --- |
| Аппарат Совета министров | Председатель Совета министров Ламберто Дини (Независимый) | - Ламберто Кардиа (независимый) — секретарь Совета министров со сферой ответственности в области спорта - Гульельмо Негри (ИРП) — связи с парламентом - Франко Барбери (независимый) — гражданская оборона и национальные технические службы (с 08.03.1995) - Марио Д’Аддио (независимый) — туризм и массовые зрелища (с 08.03.1995) - Никола Скальцини (независимый) — развитие городских территорий и подготовка к юбилейным торжествам 2000 года |

### Министры
| Должность                                                         | Имя                                                               | Младшие статс-секретари |
| ----------------------------------------------------------------- | ----------------------------------------------------------------- | --- |
| Министр иностранных дел и по делам итальянцев за рубежом          | Сузанна Аньелли (ИРП)                                             | - Вальтер Гардини (независимый) - Эмануеле Скаммакка дель Мурго э делль’Аньоне (независимый) — до 11.01.1996 - Луиджи Виттория Феррарис (независимый) — с 26.02.1996 - Лудовико Инчиза ди Камерена (независимый) — с 26.02.1996 |
| Министр внутренних дел                                            | Антонио Бранкаччо (независимый) — до 09.06.1995                   | - Луиджи Росси (независимый) — приём иностранцев, меры пресечения, общественная безопасность - Коррадо Шиволетто (независимый) — личный состав, советы директоров, религиозные конфессии, приобретения недвижимости, религиозные сооружения, религиозная помощь задержанным - Иньяцио Франческо Карамацца (независимый) — предоставление итальянского гражданства, выдача водительских прав, органы исполнительной власти, противопожарная безопасность |
| Министр внутренних дел                                            | Джованни Ринальдо Коронас — с 09.06.1995                          | - Луиджи Росси (независимый) — приём иностранцев, меры пресечения, общественная безопасность - Коррадо Шиволетто (независимый) — личный состав, советы директоров, религиозные конфессии, приобретения недвижимости, религиозные сооружения, религиозная помощь задержанным - Иньяцио Франческо Карамацца (независимый) — предоставление итальянского гражданства, выдача водительских прав, органы исполнительной власти, противопожарная безопасность |
| Министр помилования и юстиции                                     | Филиппо Манкузо (независимый) — до 19.10.1995                     | - Донато Марра (независимый) - Эдильберто Риччарди (независимый) |
| Министр помилования и юстиции                                     | Ламберто Дини (независимый) — и. о. 19.10.1995 по 16.02.1996      | - Донато Марра (независимый) - Эдильберто Риччарди (независимый) |
| Министр помилования и юстиции                                     | Винченцо Каяньелло (независимый) — с 16.02.1996                   | - Донато Марра (независимый) - Эдильберто Риччарди (независимый) |
| Министр бюджета и экономического планирования                     | Райнер Мазера (независимый) — до 12.01.1996                       | - Альберто Карцанига (независимый) — Межведомственный комитет по экономическому планированию - Джорджо Ратти (независимый) — связи с Евросоюзом, развитие депрессивных регионов, чрезвычайная помощь Югу Италии, меры экономического и социального сплочения — до 25.03.1996 |
| Министр бюджета и экономического планирования                     | Аугусто Фантоцци (независимый) — и. о. с 12.01.1996 по 16.02.1996 | - Альберто Карцанига (независимый) — Межведомственный комитет по экономическому планированию - Джорджо Ратти (независимый) — связи с Евросоюзом, развитие депрессивных регионов, чрезвычайная помощь Югу Италии, меры экономического и социального сплочения — до 25.03.1996 |
| Министр бюджета и экономического планирования                     | Марио Арчелли (независимый) — с 16.02.1996                        | - Альберто Карцанига (независимый) — Межведомственный комитет по экономическому планированию - Джорджо Ратти (независимый) — связи с Евросоюзом, развитие депрессивных регионов, чрезвычайная помощь Югу Италии, меры экономического и социального сплочения — до 25.03.1996 |
| Министр финансов                                                  | Аугусто Фантоцци (независимый)                                    | - Франко Калеффи (независимый) - Джузеппе Вегас (ВИ) — до 08.03.1995 - Эрнесто Воцци (независимый) — с 08.03.1995 |
| Министр казначейства                                              | Ламберто Дини (независимый)                                       | - Дино Пьеро Джарда (независимый) - Карло Паче (независимый) — до 27.04.1995 - Джузеппе Вегас (ВИ) — с 08.03.1995 по 25.03.1996 |
| Министр обороны                                                   | Доменико Корчоне (независимый)                                    | - Стефано Сильвестри (независимый) — военные учебные заведения - Карло Мария Санторо (независимый) |
| Министр общественного просвещения                                 | Джанкарло Ломбарди (независимый)                                  | - Лучано Коррадини (независимый) - Этельреда Порцио-Серравале (независимая) |
| Министр общественных работ                                        | Паоло Баратта (независимый)                                       | - Паоло Стелла Рихтер (независимый) - Джанни Франческо Маттиоли (независимый) |
| Министр окружающей среды                                          | Паоло Баратта (независимый)                                       | - Эмилио Джерелли (независимый) |
| Министр сельскохозяйственных, продовольственных и лесных ресурсов | Вальтер Лукетти (независимый)                                     | - Вито Бьянко (независимый) - Марио Престамбурго (независимый) |
| Министр транспорта и мореплавания                                 | Джованни Каравале (независимый)                                   | - Карло Кимети (независимый) — до 21.11.1995 - Джованни Пуоти (независимый) - Массимо Д’Антона (независимый) — с 26.02.1996 |
| Министр почт и телекоммуникаций                                   | Агостино Гамбино (независимый)                                    | - Алессандро Фрова (независимый) |
| Министр промышленности, торговли и ремёсел                        | Альберто Кло (независимый)                                        | - Джованни Дзанетти (независимый) - Луиджи Мастробуоно (независимый) — до 24.01.1996 - Паоло Менгоцци (независимый) — с 26.02.1996 |
| Министр внешней торговли                                          | Альберто Кло (независимый)                                        | - Марио Д’Урсо (независимый) — связи с Евросоюзом |
| Министр здравоохранения                                           | Элио Гуццанти (независимый)                                       | - Марио Кондорелли (независимый) |
| Министр труда и социального обеспечения                           | Тициано Трэу (независимый)                                        | - Франческо Лизо (независимый) - Никола Скальцини (независимый) — до 08.03.1995 - Мательда Грасси (независимый) — с 08.03.1995 |
| Министр культурного и природного наследия                         | Антонио Паолуччи (независимый)                                    | - Марио Д’Аддио (независимый) — до 08.03.1995 - Карла Гуидуччи-Бонанни (независимая) — издательская деятельность, книжное наследие и культурные институты, с 08.03.1995 |
| Министр университетов и научных и технологических исследований    | Джорджо Сальвини (независимый)                                    | - Серджо Барабаски (независимый) — до 30.12.1991 - Федерико Росси (независимый) — до 26.02.1996 |

### Министры без портфеля
| Сфера ответственности                  | Имя                                           | Младшие статс-секретари |
| -------------------------------------- | --------------------------------------------- | ----------------------- |
| Семья и социальная солидарность        | Адриано Оссичини (независимый)                |                         |
| Государственная служба и дела регионов | Франко Фраттини (независимый) — до 18.03.1996 |                         |
| Государственная служба и дела регионов | Джованни Мотцо (независимый) — с 22.03.1996   |                         |
| Институциональные реформы              | Джованни Мотцо (независимый)                  |                         |
| Особые полномочия                      | Антонио Бранкаччо (независимый)               |                         |